# Struthanthus andersonii
Struthanthus andersonii är en tvåhjärtbladig växtart som beskrevs av Kuijt. Struthanthus andersonii ingår i släktet Struthanthus och familjen Loranthaceae. Inga underarter finns listade i Catalogue of Life.